# Pothyne ochracea
Pothyne ochracea är en skalbaggsart som beskrevs av Stefan von Breuning 1940. Pothyne ochracea ingår i släktet Pothyne och familjen långhorningar. Inga underarter finns listade i Catalogue of Life.